# Казале (Арецо)
Казале је насеље у Италији у округу Арецо, региону Тоскана.
Према процени из 2011. у насељу је живело 41 становника. Насеље се налази на надморској висини од 620 м.